# Liste des boursiers Killam, par ordre alphabétique S
| Nom                  | Année | Université                     | Discipline                   |
| -------------------- | ----- | ------------------------------ | ---------------------------- |
| B. Saladin D'Anglure | 1974  | Université Laval               | Sociologie/Anthropologie     |
| Dennis Salahub       | 1990  | Université de Montréal         | Chimie                       |
| Richard Salisbury    | 1980  | Université McGill              | Sociologie/Anthropologie     |
| E. P. Sanders        | 1974  | Université McMaster            | études religieuses           |
| Gillian Sankoff      | 1975  | Université de Montréal         | Linguistique                 |
| J.C. Scaiano         | 1994  | Université d'Ottawa            | Chimie                       |
| C.M. Scarfe          | 1988  | Université de l'Alberta        | Sciences de la terre         |
| S.A. Schiff          | 1978  | Université de Toronto          | Droit                        |
| R.J. Schoeck         | 1970  | Université de Toronto          | Histoire                     |
| D. Schoen            | 2001  | Université McGill              | Biologie                     |
| G.J. Schrobilgen     | 1997  | Université McMaster            | Chimie                       |
| G. Schubert          | 1970  | Université York                | Droit                        |
| H.P. Schwarcz        | 1993  | Université McMaster            | Sciences de la terre         |
| G. Scoles            | 1985  | Université Waterloo            | Chimie                       |
| A.D. Scott           | 1986  | Université of British Columbia | Économique                   |
| W.D. Seabrook        | 1977  | UNB                            | Biologie                     |
| B.H. Sells           | 1978  | Memorial                       | Médecine                     |
| Patrick Selvadurai   | 2000  | Université McGill              | Génie civil                  |
| W.D. Shaw            | 1991  | Université de Toronto          | Anglais                      |
| W.D. Shaw            | 1973  | Université de Toronto          | Anglais                      |
| G.G. Shepherd        | 1991  | Université York                | Physique                     |
| B. Sherwood Lollar   | 2003  | Université de Toronto          | Géochemie                    |
| R.A. Shiner          | 1992  | Université de l'Alberta        | Philosophie                  |
| L.S. Siegel          | 1996  | Université de Toronto          | Psychologie                  |
| I.M. Sigal           | 1988  | Université de Toronto          | Mathématiques                |
| A. Sinclair          | 2004  | Université of British Columbia | Zoologie                     |
| J.E. Sipe            | 1994  | Université de Toronto          | Physique                     |
| H.G. Skilling        | 1968  | Université de Toronto          | Sciences politiques          |
| W.J. Slater          | 1976  | Université McMaster            | Littérature                  |
| D.V. Smiley          | 1979  | Université York                | Sciences politiques          |
| D.E. Smith           | 1995  | Université de la Saskatchewan  | Sciences politiques          |
| D.W. Smith           | 1980  | Université de Toronto          | Français                     |
| W.C. Smith           | 1984  | Université de Toronto          | études religieuses           |
| J. P. Smol           | 1995  | Université Queen's             | Sciences de la terre         |
| V. Snieckus          | 2000  | Université Queen's             | Chimie                       |
| F.E. Sparshott       | 1977  | Université de Toronto          | Philosophie                  |
| W.G. Sprules         | 1992  | Université de Toronto          | Biologie                     |
| R.G. Stanton         | 1984  | Université du Manitoba         | Mathématiques                |
| I.K. Steele          | 1980  | UWO                            | Histoire                     |
| H.H. Stern           | 1982  | Université de Toronto          | éducation                    |
| C.L. Stewart         | 1990  | Université Waterloo            | Mathématiques                |
| B.C. Stock           | 1973  | Université de Toronto          | Histoire de la science       |
| K.B. Storey (en)     | 1993  | Université Carleton            | Biologie                     |
| Philip Stratford     | 1977  | Université de Montréal         | Linguistique comparée        |
| V. Stron-Boag        | 2003  | Université of British Columbia | Histoire /études canadiennes |
| R. Sullivan          | 1996  | Université de Toronto          | Linguistique comparée        |
| L.W. Sumner          | 1981  | Université de Toronto          | Philosophie                  |
| D.M. Sutton          | 1999  | Université McGill              | Physique                     |
| Darko Suvin          | 1992  | Université McGill              | Linguistique comparée        |
| David Suzuki         | 1977  | Université of British Columbia | Biologie                     |